# Migos
Migos byla americká hip-hopová skupina, která byla založena v roce 2008 v Gwinnett County, stát Georgie. Skupinu původně tvořili tři členové s pseudonymy Quavo, Takeoff a Offset. Do povědomí publika se dostali v roce 2013 písní "Versace" z mixtape Y.R.N. (Young Rich Niggas). Následovaly úspěšné singly "Fight Night" a "Handsome and Wealthy" z mixtape No Label 2 (2014). Zásadní průlom udělali s hitem "Bad and Boujee" (ft. Lil Uzi Vert), který se umístil na 1. příčce žebříčku Billboard Hot 100. V listopadu 2022 Takeoff podlehl střelnému poranění. Následně se trio rozhodlo ukončit činnost.

## Historie

### Počátky (2008–2012)
Skupina se dala dohromady v roce 2008 a od té doby ji tvoří Quavo (Quavious Keyate Marshall), Takeoff (Kirsnick Khari Ball) a Offset (Kiari Kendrell Cephus), všichni tři původem z Lawrenceville v Gwinnett County, stát Georgie. Mezi dvěma ze tří členů je pokrevní svazek (Quavo je strýc Takeoffa) a vyrůstali spolu. Debutový mixtape Juug Season vydali v roce 2011. V roce 2012 pokračovali s mixtape No Label.

### Průlom, "Versace" a Yung Rich Niggas (2013–2015)
V roce 2013 vydali singl "Versace", který produkoval Zaytoven. Singl se umístil na 99. příčce žebříčku Billboard Hot 100. Singl zpropagoval rapper a zpěvák Drake, když ho zremixoval. V červnu vydali mixtape Y.R.N. (Young Rich Niggas), která obsahovala singl "Versace". Mixtape se umístila na 74. příčce žebříčku Top R&B/Hip-Hop Albums.
V roce 2014 vydali mixtape No Label 2, kterou si během prvního týdne stáhlo přes 100 000 posluchačů. Z mixtape pochází dva úspěšné singly "Fight Night" (69. příčka v žebříčku Billboard Hot 100 a zlatá certifikace) a "Handsome and Wealthy" (79. příčka). No Label 2 se umístil na 179. příčce žebříčku Billboard 200. V roce 2014 ještě vydali mixtape Rich N*gga Timeline. Mezi březnem 2014 a zářím 2015 byli upsáni pod label 300 Entertainment s distribucí u Atlantic Records, ale následně z labelu odešli, aby zůstali u svého nezávislého labelu Quality Control Music, z čehož si slibovali lepší obchodní podmínky. Pod labely 300/Atlantic vydali debutové album Yung Rich Nation. V první týden prodeje se prodalo 14 500 ks alba, tím debutovalo na 17. příčce v žebříčku Billboard 200.
Po odchodu z labelů 300/Atlantic vydali nezávislou mixtape Back to the Bando. Z ní pochází úspěšný singl "Look at My Dab" (87. příčka).

### CULTURE (2016–2017)
V lednu 2016 vydali mixtape Y.R.N 2 (Young Rich Niggas 2) a později promo singly "Say Sum" a "Cocoon". V září 2016 rapper a producent Kanye West oznámil, že Migos upsal pod svůj label GOOD Music s distribucí u Def Jam Recordings. V lednu 2017 to skupina popřela.
V říjnu 2016 vydali singl "Bad and Boujee" (ft. Lil Uzi Vert) ze svého druhého alba Culture. Singl se umístil na 1. příčce žebříčku Billboard Hot 100 a na 12. příčce v Kanadě, přičemž obdržel 4x platinovou certifiakci. Album bylo vydáno 27. ledna 2017 pod společnostmi Quality Control / 300 / Atlantic. V první týden prodeje se v USA prodalo 77 000 ks alba, navíc bylo streamováno 115 milionkrát, celkový prodej (i se streamy) tak činil 131 000 ks. Z alba pochází další dva úspěšné singly "T-Shirt" (19. příčka, 2x platinový singl) a "Slippery" (ft. Gucci Mane) (29. příčka, zlatý singl). V červenci 2017 album překročilo hranici milionu prodaných kusů (se započítáním streamů) a získalo certifikaci platinová deska.
Rapper Quavo nastartoval také úspěšnou sólo kariéru, když v letech 2016 a 2017 hostoval na velmi úspěšných singlech "I'm the One" od DJ Khaleda (ft. Justin Bieber, Quavo, Chance the Rapper a Lil Wayne) (1. příčka v Billboard Hot 100, 6x platinový singl); "Portland" od Drakea (ft. Quavo a Travis Scott) (9. příčka, 2x platinové); "Congratulations" od Post Malone (ft. Quavo) (8. příčka, 8x platinové), "Pick Up the Phone" od Young Thuga a Travise Scotta (ft. Quavo) (43. příčka, 2x platinové) nebo "Strip That Down" od Liama Paynea (ft. Quavo) (10. příčka, 3x platinové).
Sólové kariéře se začal věnovat také rapper Offset, který v letech 2016 a 2017 hostoval například na písních "Patek Water" od Futurea a Young Thuga (ft. Offset) (50. příčka) a "Met Gala" od Gucci Manea (ft. Offset) (88. příčka). Na konci října 2017 vyšlo společné album rapperů 21 Savage, Offseta a producenta Metro Boomina. Album s názvem Without Warning debutovalo na 4. příčce žebříčku Billboard 200 s 53 000 prodanými kusy (se započítáním streamů) během prvního týdne prodeje. Nejúspěšnější písní z alba je "Ghostface Killers" (ft. Travis Scott) (57. příčka).
V srpnu 2017 vydalo trio singl "Too Hotty" (91. příčka). Píseň pochází z kompilačního alba nahrávací společnosti Quality Control. Kompilační album nese název Control the Streets, Vol. 1 a bylo vydáno v prosinci 2017.
V prosinci 2017 vydal Quavo společné album s rapperem Travisem Scottem. Album nese název Huncho Jack, Jack Huncho. Nejúspěšnějšími písněmi z alba byly "Eye 2 Eye" (s Travis Scott (ft. Takeoff)) (65. příčka) a "Modern Slavery" (s Travis Scott) (68. příčka).

### CULTURE 2 (2018)
V říjnu 2017 vydali společný singl "MotorSport" (ft. Cardi B a Nicki Minaj) (6. příčka, 3x platinový singl). Píseň je prvním singlem z jejich druhého studiového alba Culture 2. Druhým singlem byla zvolena píseň "Stir Fry" (8. příčka, 2x platinový singl). Dalším singlem byla píseň "Walk It Talk It" (ft. Drake) (10. příčka, 2x platinový singl). Album bylo vydáno v lednu 2018 a umístilo se na první příčce žebříčku Billboard 200. Po vydání alba se v žebříčku Billboard Hot 100 umístilo dalších devět písní z alba. Čtvrtým singlem z alba byla píseň "Narcos" (36. příčka, platinový singl). Album obdrželo platinovou certifikaci. Do konce roku 2018 se alba prodalo celkem 1 350 000 ks. V prosinci 2018 získalo certifikaci 2x platinová deska.
Rapper Quavo pokračoval i nadále ve své sólo kariéře. V roce 2018 hostoval na úspěšném singlu DJ Khaleda s názvem "No Brainer" (ft. Quavo, Justin Bieber a Chance the Rapper) (5. příčka, zlaté). Současně oznámil nahrávání svého debutového sólového alba s názvem Quavo Huncho. V mezidobí čekání na album postupně vydával několik sólo písní, z nichž uspěla jen "Workin Me" (52. příčka). Album vydal v říjnu 2018. Umístilo se na 2. příčce žebříčku Billboard 200 s 99 000 prodanými kusy (po započítání streamů). Po vydání se do žebříčku Billboard Hot 100 dostalo dalších šest písní, nejlépe "Flip the Switch" (ft. Drake) (48. příčka).
V listopadu 2018 vydal své debutové sólo album také rapper Takeoff. Album neslo název The Last Rocket. Na konci února 2019 vydal své debutové sólové album také Offset. Neslo název Father of 4.
V srpnu 2019 bylo vydáno druhé kompilační album labelu Quality Control Music s názvem Quality Control: Control the Streets, Volume 2. Migos byli přítomni, ať už jako skupina či jednotlivci, hned na několika písních. Téhož roku také hostovali na úspěšném singlu producente Mustarda "Pure Water" (23. příčka, 3x platinový).

### CULTURE 3 (2021)
V únoru 2020 vydali původně plánovaný první singl ze svého čtvrtého alba. Nesl název "Give No Fxk" (ft. Young Thug a Travis Scott) (48. příčka). Na konečné verzi alba se ale neobjevil. V květnu 2020 následoval nový singl "Need It" (ft. YoungBoy Never Broke Again) (62. příčka) a v květnu 2021 vyšel singl "Straightenin" (23. příčka). Album nakonec vyšlo 11. června 2021 a debutovalo na 2. příčce žebříčku Billboard 200 se 130 000 prodanými kusy v první týden prodeje (po započítání 144 milionů streamů). Skupině se nepodařilo dostat album na první místo žebříčku ani vydáním deluxe verze s dalšími pěti písněmi, a to pouhých šest dní od vydání originální verze. Po vydání alba vyšla jako singl píseň "Type Shit" (s Cardi B) (71. příčka) a jako promo singl vyšla v červnu píseň "Avalanche" (27. příčka). Z alba se dále v žebříčku Billboard Hot 100 umsítily písně "Having Our Way" (ft. Drake) (15. příčka), "Malibu" (ft. Polo G) (65. příčka) a "Modern Day" (61. příčka), ačkoli nešlo o singly.
Na začátku října 2022 vyšlo společné album Quava a Takeoffa Only Built for Infinity Links (7. příčka). Z alba pochází singl "Hotel Lobby (Unc & Phew)" (59. příčka). 

### Smrt Takeoffa a rozpad skupiny
Dne 1. listopadu 2022 byl Takeoff zastřelen během napadení v Houstonu. Spolu s ním byl na místě i Quavo, který ale zůstal nezraněn.
Po tomto činu se zbylí členové skupiny rozhodli činnost ukončit.

## Diskografie

### Studiová alba
| Rok  | Album | Nejvyšší umístění v hitparádě | Nejvyšší umístění v hitparádě | Nejvyšší umístění v hitparádě | Nejvyšší umístění v hitparádě | Nejvyšší umístění v hitparádě | Ocenění                                      |
| Rok  | Album | US 200                        | US Hip-Hop                    | US Rap                        | CAN                           | UK                            | Ocenění                                      |
| ---- | --- | ----------------------------- | ----------------------------- | ----------------------------- | ----------------------------- | ----------------------------- | -------------------------------------------- |
| 2015 | Yung Rich Nation - Vydáno: 31. července 2015 - Vydavatel: Quality Control Music, 300 Entertainment, Atlantic Records | 17                            | 5                             | 3                             | —                             | —                             | US: /                                        |
| 2017 | Culture - Vydáno: 27. ledna 2017 - Vydavatel: Quality Control Music, 300 Entertainment, Atlantic Records             | 1                             | 1                             | 1                             | 1                             | 16                            | US: platinová UK: stříbrná                   |
| 2018 | Culture II - Vydáno: 26. ledna 2018 - Vydavatel: Quality Control Music, Capitol, Motown                              | 1                             | 1                             | 1                             | 1                             | 4                             | US: 2x platinová CAN: 2x platinová UK: zlatá |
| 2021 | Culture III - Vydáno: 11. června 2021 - Vydavatel: Quality Control Music, Capitol, Motown                            | 2                             | 2                             | 2                             | 3                             | 9                             |                                              |

### Úspěšné singly
- 2013 – "Versace"
- 2014 – "Fight Night"
- 2014 – "Handsome and Wealthy"
- 2015 – "Look at My Dab"
- 2016 – "Bad and Boujee" (ft. Lil Uzi Vert)
- 2017 – "T-Shirt"
- 2017 – "Slippery" (ft. Gucci Mane)
- 2017 – "MotorSport" (s Nicki Minaj a Cardi B)
- 2017 – "Stir Fry"
- 2018 – "Walk It Talk It" (ft. Drake)
- 2018 – "Narcos"
- 2020 – "Give No Fxk" (ft. Young Thug a Travis Scott)
- 2020 – "Need It" (ft. YoungBoy Never Broke Again)
- 2021 – "Straightenin"
- 2021 – "Type Shit" (s Cardi B)
- 2021 – "Avalanche"